# مبرة اليتيمات
مبرة اليتيمات أو مبرة كريمات الملك سعود أو مبرة الكريمات هي أول منشأة تعليمية للفتيات اليتيمات في الرياض وقد أنشئت عام 1375هـ (1955م).

## التأسيس
أُنشئت المبرة احتفالًا بعودة الملك سعود من إحدى رحلاته الطويلة في العالم الإسلامي عام 1376هـ، وأُختير مكانها في منزل كبير بحي الشميسي بالرياض. طرح الفكرة أنور زعلوك وتبنتها الأميرة حصة بنت سعود بن عبدالعزيز و شقيقتها موضي ونورة. ركزت المبرة على هدف رعاية اليتيمات وتنشئتهن نشأة صالحة كتعليم القرآن الكريم ومبادىء الدين وإدارة المنزل و تربية الطفل والحساب والكتابة، بالإضافة إلى اللغة الإنجليزية ومادة الأشغال اليدوية كالخياطة والتفصيل والتطريز، وممارسة الرياضة البدنية مثل السباحة وكرة الطائرة وكرة السلة، وأقامت رحلات أسبوعية للطالبات. اتسعت المبرة لمئة يتيمة في البداية.

## الشروط
- أن تكون يتيمة.
- أن تكون سعودية.
- أن لا يزيد عمرها عن عشر سنوات.

## التاريخ
انضمت 14 طالبة كأول دفعة في المبرة من أسر محدودة الدخل، أُقيم حفل الافتتاح بحضور الملك سعود وأفراد العائلة، تبرع الملك سعود بمبلغ خمسين ألف ريال، وأصبح مجموع التبرعات في يوم الافتتاح 150 ألف. قدمت المبرة جميع تكاليف الرعاية، والتي تشمل الملبس والمأكل والمشرب والمسكن والتعليم وحافلات التنقل من وإلى المبرة. لاحقًا افتتحت قسم خارجي خاص بالفتيات الغير يتيمات. في عام 1377هـ أصبح عدد الطالبات خمسين طالبة في القسمين الداخلي والخارجي لتنتقل لاحقًا إلى مبنى جديد في حي المربع وازدادت الطالبات إلى 220 طالبة و 15 معلمة.

## المشرفون
- نورة بنت سعود رئيسة المبرة.
- موضي بنت سعود نائبة رئيسة المبرة.
- حصة بنت سعود سكرتيرة وأمينة المبرة والمشرفة العامة عليها.
- الشيخ عثمان الصالح، مشرف على الوضع العام التعليمي والاختبارات وحفلات التخرج لمدة تسع سنوات حتى تسليمها للرئاسة العامة لتعليم البنات.

## خريجات المدرسة[4]
- خيرية السقاف.
- مي عبدالعزيز العيسى.
- زهور جميل مختار.
- فوزية أخضر.
- فاطمة الخريجي.
- مضاوي النعيم.
- جواهر العبدالجبار.
- موضي النعيم.
- ربيعة السبيكي.
- ابتسام صادق.
- هند بنت بن خثيلة.
- زينب ترجمان.
- نوال السقاف.
- مجد الحارثي.
- حصة التويجري.
- زهورة بنت مرزوق الذياب.

## زيارات
زار المدرسة بعض الشخصيات المهمة، مثل:
- زين والدة الملك حسين ملك الأردن.
- الأميرة عائشة بنت الملك محمد الخامس.

## نقل المبرة
استمرت المبرة باستقبال الطالبات حتى ضمت إلى الرئاسة العامة لتعليم البنات منذ عام 1385هـ وتحول اسمها إلى المدرسة 16 في حي المربع بالرياض.